# Ustja (Kamjanez-Podilskyj)
Ustja (ukrainisch Устя; russisch Устья) ist ein Dorf im Süden der ukrainischen Oblast Chmelnyzkyj mit etwa 520 Einwohnern (2004).

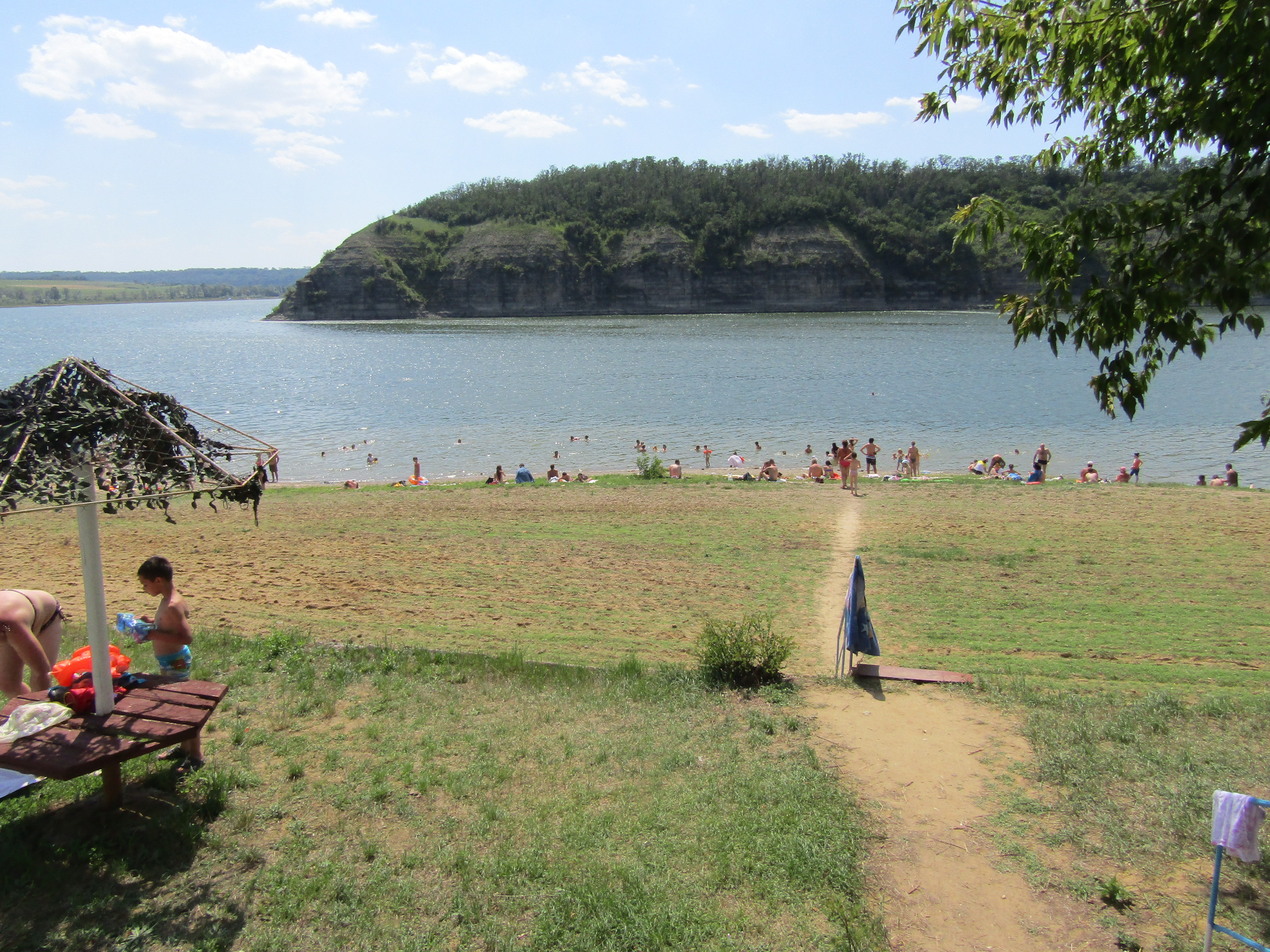
Flussufer beim Ort

Das 1403 erstmals schriftlich erwähnte Dorf liegt an der Mündung des Smotrytsch in den Dnister, einem ukrainischen Ramsar-Gebiet, 110 km südlich der Oblasthauptstadt Chmelnyzkyj. Durch das Dorf verläuft die Territorialstraße T–23–25.
Nahe der Ortschaft liegt das geologische Naturdenkmal Kanyliwska Swyta (канилівська свита) und verläuft der Trajanswall.

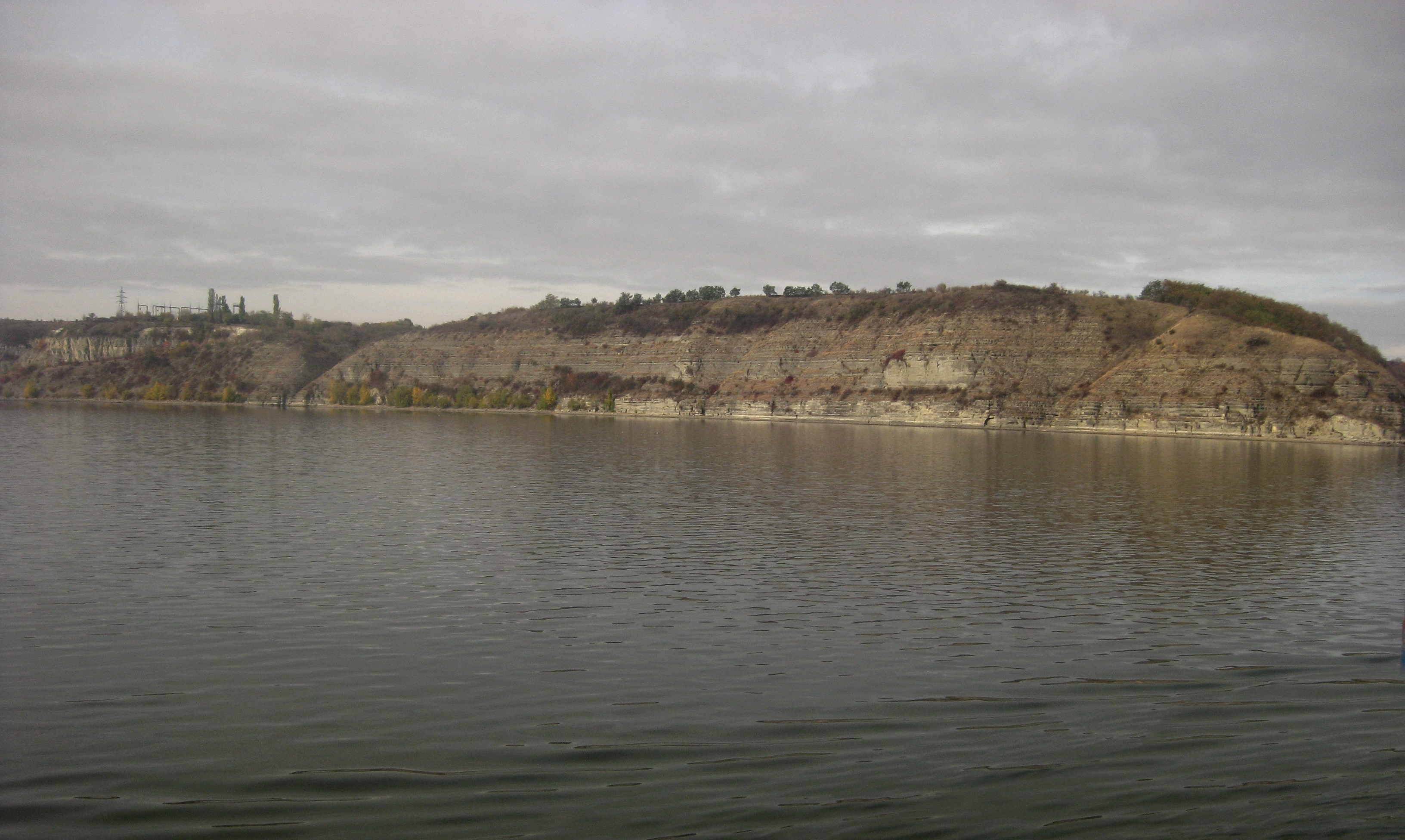
Das geologische Naturdenkmal Kanyliwska Swyta

Am 14. August 2017 wurde das Dorf ein Teil der neugegründeten Landgemeinde Slobidka-Kultschijewezka, bis dahin bildete es zusammen mit den Dörfern Bahowyzja (Баговиця), Mala Slobidka (Мала Слобідка), Schutniwzi (Шутнівці), Tarassiwka (Тарасівка), Welyka Slobidka und Zwikliwzi Druhi (Цвіклівці Другі) die gleichnamige Landratsgemeinde Ustja (Устянська сільська рада/Ustjanska silska rada) im Süden des Rajons Kamjanez-Podilskyj.